# (2441) Hibbs
(2441) Hibbs – planetoida z pasa głównego asteroid okrążająca Słońce w ciągu 3 lat i 271 dni w średniej odległości 2,41 j.au. Została odkryta 25 czerwca 1979 roku w Siding Spring Observatory w Australii przez Eleanor Helin i Schelte Busa. Nazwa planetoidy pochodzi od Ala i Marksa Hibbsów, przyjaciół jednego z odkrywców. Przed nadaniem nazwy planetoida nosiła oznaczenie tymczasowe (2441) 1979 MN2.